# Takashi Irie (seiyū)
Pour les articles homonymes, voir Takashi Irie.
Takashi Irie (入江 崇史, Irie Takashi) est un seiyū japonais née le 21 avril 1959.

## Profil
- Date de naissance : 21 avril 1959.
- Lieu de naissance : Tokyo, Japon
- Groupe sanguin : O

## Rôles
en gras les rôles importants.

### Anime
- Ashita no Nadja : Père de Rita (épisode 22)
- Berserk : Aide (épisode 1), Assistant de l'officier militaire (épisode 15)
- Futari wa Pretty Cure : Père de Sanae
- L'Odyssée de Kino : Shizu

### Film
- Lupin III : Farewell to Nostradamus : Soldat de l'organisation religieuse.